# Scopula puellaria
Scopula puellaria là một loài bướm đêm trong họ Geometridae.